# Michael Serrecchia
Michael Serrecchia (New York, ...) è un attore, ballerino, cantante, regista e coreografo statunitense.

## Biografia
Ha debuttato a Broadway nel 1970 nel musical The Rothschilds, a cui sono seguiti The Selling of The President (1972), Heathen! (1972) e Lady Audley's Secret (Off Broadway, 1972). Nel 1973 torna a Broadway con Seesaw e nel 1975 viene scelto per interpretare Frank nel musical Premio Pulitzer A Chorus Line nel 1975. Nel 1982 recita nel tour americano del musical Hello, Dolly! e nel 2011 cura la regia del musical Premio Pulitzer Next to Normal.

## Filmografia

### Cinema
- Annie, regia di  John Huston (1982)

### Televisione
- La valle dei pini - soap opera, 1 episodio (1970)